# Liste des titres musicaux numéro un en France en 1994
Cette page liste les singles et les albums classés numéro un des ventes de disques en France par le Syndicat national de l'édition phonographique pour l'année 1994.

## Classement des singles
| Semaine | Sortie       | Artiste                                | Titre                                     |
| ------- | ------------ | -------------------------------------- | ----------------------------------------- |
| 1       | 8 janvier    | Freddie Mercury                        | Living on My Own (No More Brothers remix) |
| 2       | 15 janvier   | Bryan Adams                            | Please Forgive Me                         |
| 3       | 22 janvier   | Freddie Mercury                        | Living on My Own (No More Brothers remix) |
| 4       | 29 janvier   | Bryan Adams                            | Please Forgive Me                         |
| 5       | 5 février    | Ace of Base                            | Happy Nation                              |
| 6       | 12 février   | Alain Souchon                          | Foule sentimentale                        |
| 7       | 19 février   | Ace of Base                            | Happy Nation                              |
| 8       | 26 février   | Ace of Base                            | Happy Nation                              |
| 9       | 5 mars       | Ace of Base                            | Happy Nation                              |
| 10      | 12 mars      | IAM                                    | Je danse le Mia                           |
| 11      | 19 mars      | IAM                                    | Je danse le Mia                           |
| 12      | 26 mars      | IAM                                    | Je danse le Mia                           |
| 13      | 2 avril      | IAM                                    | Je danse le Mia                           |
| 14      | 9 avril      | IAM                                    | Je danse le Mia                           |
| 15      | 16 avril     | Bruce Springsteen                      | Streets of Philadelphia                   |
| 16      | 23 avril     | Bruce Springsteen                      | Streets of Philadelphia                   |
| 17      | 30 avril     | Bruce Springsteen                      | Streets of Philadelphia                   |
| 18      | 7 mai        | East 17                                | It's Alright                              |
| 19      | 14 mai       | Bruce Springsteen                      | Streets of Philadelphia                   |
| 20      | 21 mai       | IAM                                    | Je danse le Mia                           |
| 21      | 28 mai       | IAM                                    | Je danse le Mia                           |
| 22      | 4 juin       | Bruce Springsteen                      | Streets of Philadelphia                   |
| 23      | 11 juin      | IAM                                    | Je danse le Mia                           |
| 24      | 18 juin      | Jimmy Cliff                            | I Can See Clearly Now                     |
| 25      | 25 juin      | Jimmy Cliff                            | I Can See Clearly Now                     |
| 26      | 2 juillet    | Jimmy Cliff                            | I Can See Clearly Now                     |
| 27      | 9 juillet    | Reel 2 Real featuring The Mad Stuntman | I Like to Move It                         |
| 28      | 16 juillet   | Reel 2 Real featuring The Mad Stuntman | I Like to Move It                         |
| 29      | 23 juillet   | Reel 2 Real featuring The Mad Stuntman | I Like to Move It                         |
| 30      | 30 juillet   | Reel 2 Real featuring The Mad Stuntman | I Like to Move It                         |
| 31      | 6 août       | Reel 2 Real featuring The Mad Stuntman | I Like to Move It                         |
| 32      | 13 août      | Youssou N'Dour & Neneh Cherry          | 7 Seconds                                 |
| 33      | 20 août      | Youssou N'Dour & Neneh Cherry          | 7 Seconds                                 |
| 34      | 27 août      | Youssou N'Dour & Neneh Cherry          | 7 Seconds                                 |
| 35      | 3 septembre  | Youssou N'Dour & Neneh Cherry          | 7 Seconds                                 |
| 36      | 10 septembre | Youssou N'Dour & Neneh Cherry          | 7 Seconds                                 |
| 37      | 17 septembre | Youssou N'Dour & Neneh Cherry          | 7 Seconds                                 |
| 38      | 24 septembre | Youssou N'Dour & Neneh Cherry          | 7 Seconds                                 |
| 39      | 1er octobre  | Youssou N'Dour & Neneh Cherry          | 7 Seconds                                 |
| 40      | 8 octobre    | Youssou N'Dour & Neneh Cherry          | 7 Seconds                                 |
| 41      | 15 octobre   | Youssou N'Dour & Neneh Cherry          | 7 Seconds                                 |
| 42      | 22 octobre   | Youssou N'Dour & Neneh Cherry          | 7 Seconds                                 |
| 43      | 29 octobre   | Youssou N'Dour & Neneh Cherry          | 7 Seconds                                 |
| 44      | 5 novembre   | Youssou N'Dour & Neneh Cherry          | 7 Seconds                                 |
| 45      | 12 novembre  | Youssou N'Dour & Neneh Cherry          | 7 Seconds                                 |
| 46      | 19 novembre  | Youssou N'Dour & Neneh Cherry          | 7 Seconds                                 |
| 47      | 26 novembre  | Youssou N'Dour & Neneh Cherry          | 7 Seconds                                 |
| 48      | 3 décembre   | Elton John                             | Can You Feel the Love Tonight             |
| 49      | 10 décembre  | Elton John                             | Can You Feel the Love Tonight             |
| 50      | 17 décembre  | Elton John                             | Can You Feel the Love Tonight             |
| 51      | 24 décembre  | Elton John                             | Can You Feel the Love Tonight             |
| 52      | 31 décembre  | Elton John                             | Can You Feel the Love Tonight             |

## Classement des albums
| Semaine | Sortie       | Artiste                             | Titre                                 |
| ------- | ------------ | ----------------------------------- | ------------------------------------- |
| 1       | 1er janvier  | Fredericks Goldman Jones            | Rouge                                 |
| 2       | 8 janvier    | Fredericks Goldman Jones            | Rouge                                 |
| 3       | 15 janvier   | Fredericks Goldman Jones            | Rouge                                 |
| 4       | 22 janvier   | Noir Désir                          | Dies irae                             |
| 5       | 29 janvier   | Cat Stevens                         | The Very Best of Cat Stevens          |
| 6       | 5 février    | Ace of Base                         | Happy Nation                          |
| 7       | 12 février   | Alain Souchon                       | C'est déjà ça                         |
| 8       | 19 février   | Ace of Base                         | Happy Nation                          |
| 9       | 26 février   | Ace of Base                         | Happy Nation                          |
| 10      | 5 mars       | Ace of Base                         | Happy Nation                          |
| 11      | 12 mars      | Ace of Base                         | Happy Nation                          |
| 12      | 19 mars      | Ace of Base                         | Happy Nation                          |
| 13      | 26 mars      | Pink Floyd                          | The Division Bell                     |
| 14      | 2 avril      | Francis Cabrel                      | Samedi soir sur la Terre              |
| 15      | 9 avril      | Francis Cabrel                      | Samedi soir sur la Terre              |
| 16      | 16 avril     | Michel Sardou                       | Selon que vous serez, etc., etc.      |
| 17      | 23 avril     | Francis Cabrel                      | Samedi soir sur la Terre              |
| 18      | 30 avril     | Francis Cabrel                      | Samedi soir sur la Terre              |
| 19      | 7 mai        | Francis Cabrel                      | Samedi soir sur la Terre              |
| 20      | 14 mai       | Francis Cabrel                      | Samedi soir sur la Terre              |
| 21      | 21 mai       | Francis Cabrel                      | Samedi soir sur la Terre              |
| 22      | 28 mai       | Francis Cabrel                      | Samedi soir sur la Terre              |
| 23      | 4 juin       | Francis Cabrel                      | Samedi soir sur la Terre              |
| 24      | 11 juin      | Francis Cabrel                      | Samedi soir sur la Terre              |
| 25      | 18 juin      | Francis Cabrel                      | Samedi soir sur la Terre              |
| 26      | 25 juin      | Francis Cabrel                      | Samedi soir sur la Terre              |
| 27      | 2 juillet    | Francis Cabrel                      | Samedi soir sur la Terre              |
| 28      | 9 juillet    | Francis Cabrel                      | Samedi soir sur la Terre              |
| 29      | 16 juillet   | Francis Cabrel                      | Samedi soir sur la Terre              |
| 30      | 23 juillet   | Francis Cabrel                      | Samedi soir sur la Terre              |
| 31      | 30 juillet   | Francis Cabrel                      | Samedi soir sur la Terre              |
| 32      | 6 août       | Francis Cabrel                      | Samedi soir sur la Terre              |
| 33      | 13 août      | Francis Cabrel                      | Samedi soir sur la Terre              |
| 34      | 20 août      | Ace of Base                         | Happy Nation                          |
| 35      | 27 août      | Ace of Base                         | Happy Nation                          |
| 36      | 3 septembre  | Ace of Base                         | Happy Nation                          |
| 37      | 10 septembre | Mariah Carey                        | Music Box                             |
| 38      | 17 septembre | Francis Cabrel                      | Samedi soir sur la Terre              |
| 39      | 24 septembre | Francis Cabrel                      | Samedi soir sur la Terre              |
| 40      | 1er octobre  | Johnny Hallyday                     | Rough Town                            |
| 41      | 8 octobre    | Francis Cabrel                      | Samedi soir sur la Terre              |
| 42      | 15 octobre   | Francis Cabrel                      | Samedi soir sur la Terre              |
| 43      | 22 octobre   | Jean Ferrat                         | Ferrat 95                             |
| 44      | 29 octobre   | Nirvana                             | MTV Unplugged in New York             |
| 45      | 5 novembre   | Jean Ferrat                         | Ferrat 95                             |
| 46      | 12 novembre  | Jean Ferrat                         | Ferrat 95                             |
| 47      | 19 novembre  | Renaud                              | À la Belle de Mai                     |
| 48      | 26 novembre  | Renaud                              | À la Belle de Mai                     |
| 49      | 3 décembre   | The Beatles                         | Live at the BBC                       |
| 50      | 10 décembre  | Francis Cabrel                      | Samedi soir sur la Terre              |
| 51      | 17 décembre  | Francis Cabrel                      | Samedi soir sur la Terre              |
| 52      | 24 décembre  | Francis Cabrel                      | Samedi soir sur la Terre              |
| 53      | 31 décembre  | Hans Zimmer & Elton John & Tim Rice | Le Roi lion (Bande originale du film) |

## Les dix meilleures ventes
Il s'agit des dix meilleures ventes de singles et d'albums de l'année 1994 en France.

### Singles
| №  | Artiste                                | Titre                     |
| -- | -------------------------------------- | ------------------------- |
| 1  | Youssou N'Dour & Neneh Cherry          | 7 seconds                 |
| 2  | IAM                                    | Je danse le mia           |
| 3  | Reel 2 Real featuring The Mad Stuntman | I Like to Move It         |
| 4  | Axelle Red                             | Sensualité                |
| 5  | Bruce Springsteen                      | Streets of Philadelphia   |
| 6  | Billy Ze Kick et les Gamins en folie   | Mangez-moi ! Mangez-moi ! |
| 7  | Ram Jam                                | Black Betty               |
| 8  | Mariah Carey                           | Without You               |
| 9  | Corona                                 | The Rhythm of the Night   |
| 10 | East 17                                | It's Alright              |

### Albums
| №  | Artiste                  | Titre                            |
| -- | ------------------------ | -------------------------------- |
| 1  | Francis Cabrel           | Samedi soir sur la Terre         |
| 2  | Ace of Base              | Happy Nation                     |
| 3  | Mariah Carey             | Music Box                        |
| 4  | Alain Souchon            | C'est déjà ça                    |
| 5  | Pink Floyd               | The Division Bell                |
| 6  | Patrick Bruel            | Bruel                            |
| 7  | MC Solaar                | Prose combat                     |
| 8  | Michel Sardou            | Selon que vous serez, etc., etc. |
| 9  | Jean Ferrat              | Ferrat 95                        |
| 10 | Fredericks Goldman Jones | Rouge                            |